# Routiéři

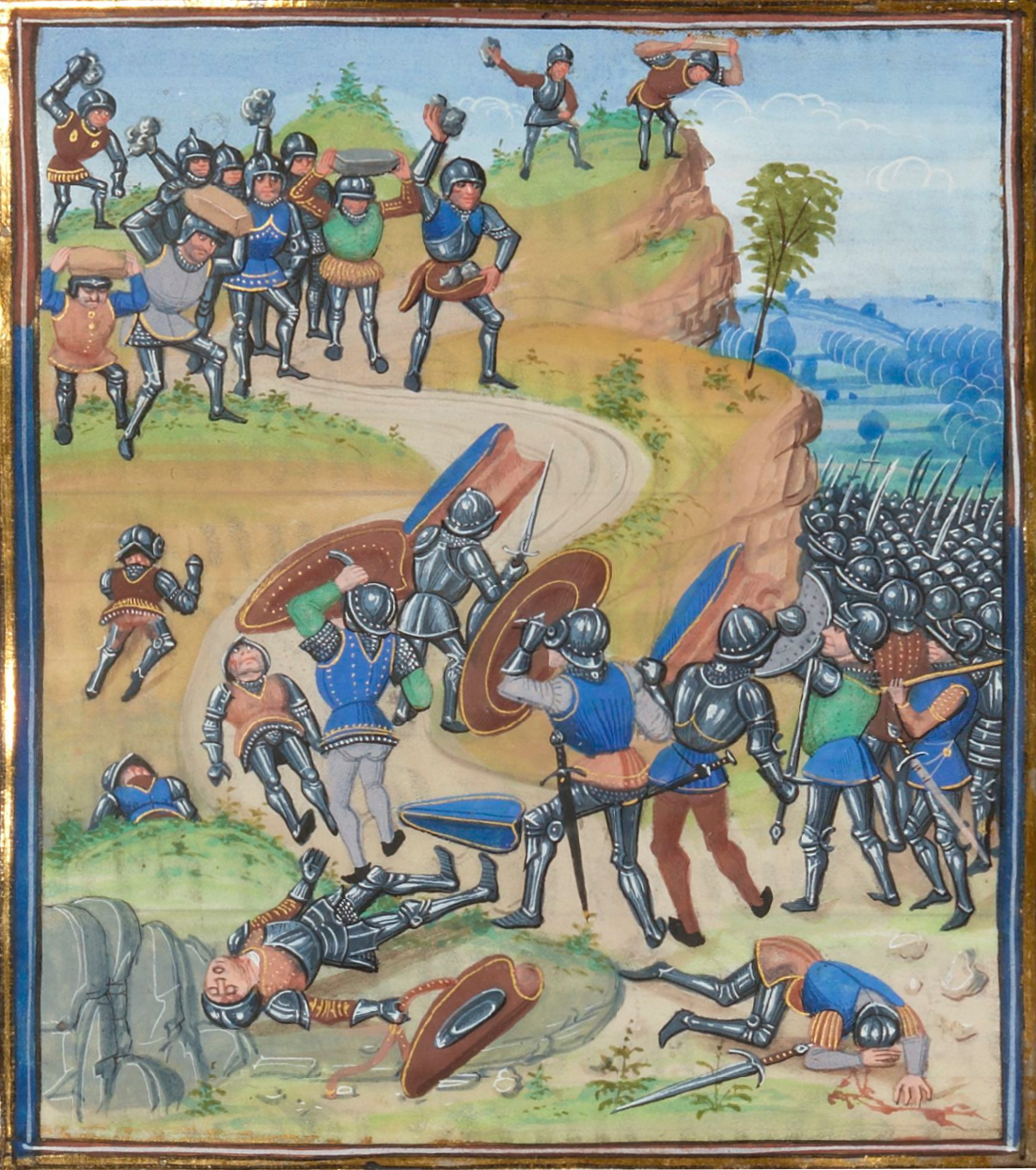
Routiéři vítězí v roce 1362 v bitvě u Brignais u Lyonu; iluminace z Letopisů Jeana Froissarta

Routiéři byli středověcí žoldnéři. Rozdíl od ostatních tehdejších placených vojáků spočíval v tom, že byli organizováni do skupin (starofrancouzsky rutta nebo routes). Termín je poprvé použit ve 12. století, ale je zejména spojován s velkými tovarysštvy, která terorizovala francouzský venkov během stoleté války.

## Routiéři v 12. a 13. století
Přestože byli placení vojáci známi již před 12. stoletím, fenomén zvláštních skupin (německy Rotten, francouzsky routes) žoldnéřských vojáků, především pěšáků (kopiníků, prakovníků, lučištníků a kušiníků), se datuje do poloviny 12. století. Hranice mezi těmito žoldáky a prostými placenými vojáky je nejasná, ale k obvyklým rozdílům patří boj pro zisk (ve srovnání s jinými důvody jako věrnost nebo víra), původ z jiné geografické oblasti, než se válčilo, a najímání na konkrétní tažení od smlouvy ke smlouvě. Byli nazýváni různě: podle původu (např. Brabançons z Brabantska, Aragones z Aragona, Bascoli z Baskicka) nebo přezdívkami (např. cotereaux nebo  cotereli, snad podle nože, který nosili).
Žoldnéřské oddíly se vyskytovaly zejména ve Francii, Akvitánii a Okcitánii, ale také v Normandii, Anglii a zemích Svaté říše římské. Byli známy nedodržováním zákonů a kvůli jejich drancování si na ně stěžovali mnozí církevní činitelé, což vedlo k jejich výslovnému odsouzení třetím lateránským koncilem v roce 1179. Žoldnéřské oddíly se nadále využívaly, ale začátkem 13. století začaly upadat. Přestože byly užitečné, stávaly se stále nepopulárnějšími. V Anglii byla nejen odsouzena jejich brutalita, ale vzestup žoldnéřských velitelů nízkého původu do vysokých funkcí způsobil třenice mezi šlechtou. Použití žoldáků Janem Bezzemkem v občanských válkách vedlo k odsouzení  žoldáků Magnou chartou v roce 1215 a jejich vyhnání. Žoldnéřské skupiny také upadly v nemilost na počátku 13. století ve Francii, kdy ukončení albigenské křížové výpravy a začátek dlouhého období domácího míru odstranily podmínky, za nichž se routiérům dařilo.

## Routiéři ve stoleté válce
Na pozadí jejich drancování probíhala stoletá válka, která trvala v letech 1337 až 1453. Stoletá válka byla vedena mezi dvěma královskými rodinami o kontrolu nad francouzským trůnem: Plantagenetové z Anglie a rod Valois z Francie. Během této války proběhl vývoj nových taktik a zbraní, které způsobily revoluci ve válčení.
V roce 1348 se prohnala Evropou černá smrt, Anglie zbankrotovala a Eduard napadl pevninskou Francii. V roce 1347 obléhal město Calais na kanálu La Manche. Obsazení Calais bylo významným strategickým vítězstvím, které Angličanům umožnilo trvale udržet své jednotky ve Francii. Syn krále Eduarda, Černý princ, velící velkému oddílu routiérů, zajal francouzského krále Jana II. a záhy se francouzská vláda začala rozpadat.
Již několik let po začátku stoleté války, na počátku 40. let 14. století, se jednotky routiérů objevily v Bretani. Z příjmů bretaňského vévodství se pro anglickou armádu negenerovaly žádné příjmy, což znamenalo, že angličtí vojáci museli žít mimo svou zemi. Takový život začínal jako prosté loupežení, ale rychle se změnil v patis neboli „výkupné za zemi“. Vesnice poblíž posádky byla obvykle vypleněna kvůli zásobám. Následně byla obec nucena platit příslušné posádce za budoucí ochranu.
Tento systém brzy způsobil z několika důvodů  velkou nestabilitu v oblasti. Systém patis nevytvářel žádné příjmy pro anglickou pokladnu, ale vydělával malé jmění jednotlivým kapitánům. Tyto kapitány, jejichž příjem závisel na kontrole oblasti spíše než na výplatě z vévodství, bylo těžké kontrolovat. I když se teoreticky mohl královský poručík v době války spolehnout na své posádky, byly tvořeny málo nadšenými bojovníky. Posádky, které byly umístěny na okrajových územích, navíc podléhaly nudě, kterou zmírňovala náhodná brutalita. Tento stav spolu s tím, že byli obklopeni nepřátelskými obyvateli, vyvolával mnoho nevraživosti mezi rolníky a vojáky, což v několika případech vedlo k potyčkám a ztížilo úkol vládnout vévodství.
Problém se neomezoval jen na Bretaň. Hrad Lusignan byla pevnost poblíž Poitiers obsazená hrabětem z Lancasteru v září 1346. Když se hrabě stáhl z oblasti, nechal posádku pod velením Bertranda de Montferrand. Mnoho z jeho vojáků byli muži s pochybnou minulostí: zločinci a zatracenci. Navzdory příměří mezi lety 1346 a 1350 posádka zpustošila po celém jižním Poitou více než padesát farností, deset klášterů a zničila města a hrady. V květnu 1347 vyslali Francouzi vojsko, aby pevnost dobylo, ale byla přepadeno posádkou a nuceno ustoupit.

### Zeměpisný původ
Ve Francii byli routiéři obvykle nazýváni jako Angličané, ale ve skutečnosti se skládali nejvíce z Gaskoňců, podle oblasti v jihozápadní Francii, kde bydleli. Gaskoňci byli tehdy považováni za národ odlišný od Francouzů. Do úplného demografického přehledu routiérů patří dále Španělé, Němci, Angličané a Francouzi. Přestože byla hlavní válečná tažení vedena anglickými šlechtici jako princ z Walesu, mnoho individuálních tažení bylo vedeno gaskoňskými důstojníky. Ze 166 známých kapitánů bylo 91 zapojeno do velkých tovaryšstev a z nich bylo 36 Angličanů, 26 z Akvitánie, 19 Gaskoňců, 5 z Béarn a 5 z Německa. Kromě nich zde byla skupina 45 bretaňských kapitánů a další skupina z Navarry.

### Organizace
Na rozdíl od dřívějších routiérů byli do stoleté války routiéři nasazováni primárně. Jejich hlavní silou byli zbrojnoši někdy doprovázeni jízdní pěchotou včetně jízdních lučištníků. Například síla oddílů operujících v okolí Auvergne v září 1363 byla odhadnuta na 2 000 ozbrojených kopiníků 1 000 jízdních pěšáků. Jednotky navíc doprovázely skupiny drancujících. Velikost tovaryšstva operujícího kolem Beaune v září 1364 byla vyčíslena na 120 „dobrých kopí“ a 100 dalších bojovníků „bez drancujících“, což naznačuje, že ti, kdo drancovali, nebyli považováni za vojensky významné. Větší jednotky routiérů překvapivě bývaly dobře organizovány. Každá z nich měla velitelskou strukturu se štábem, který zahrnoval dokonce i sekretářky, aby schraňovaly a rozdělovaly jejich kořist. Několik skupin mělo své vlastní uniformy, jako například notoricky známé Bandes blanches arcikněze Arnauda de Cervole.

### Příklady
Nejslavnějším z anglických routiérů je John Hawkwood. Začínal jako routiér a nakonec strávil tři desetiletí jako kondotiér v Itálii.